# Humberto Zavalaga
Humberto Zavalaga es un bajo barítono peruano de importante trayectoria nacional en el Perú.
Realizó sus estudios musicales en la Escuela Dunker Lavalle de Arequipa. Desde 1990 es solista del Coro Nacional del Perú.

## Trayectoria Artística

### Ópera
Desde 1992 ha sido solista en todas las Temporadas de Opera organizadas por la Asociación Prolirica del Perú, en las cuales ha desempeñado papeles como: Monterone en Rigoletto, Zuñigai en Carmen, Raymundo en Lucia de Lammermoor, Timur en Turandot, Angelotti en Tosca, entre otros. Y para la Asociación Cultural Romanza Zúñiga en Carmen, Ventero en La venta del Quijote , German en La del Soto del Parral, y Felipe en la Revoltosa. 
Con la compañía Contemporánea de Ópera fue solista de Xerjes de Haendel, La cantante del Café de Bach y el Teléfono de Menotti.
Con el Estudio de Ópera del Coro Nacional ha cantado los roles protagónicos de Bodas de Fígaro y Don Giovanni de Mozart ( Selecciones) y Ginani Schichi de Puccini
Cantó con éxito en el Teatro Nacional Sucre de Quito-Ecuador, donde fue invitado en dos oportunidades.

### Oratorio
Además ha participado en conciertos sinfónicos corales interpretando, El Mesías de Haendel y ha cantado el estreno absoluto de la Misa Andina de Núñez Allauca, Réquiem de Brahms, Misa en si de Bach, Réquiem de José María Valle Riestra, Stabat Mater de Rossini.'
Se ha presentado en diversas oportunidades con la Orquesta Filarmónica de Lima en 
La Novena Sinfonía de Beethoven y en La Boheme de Puccini en versión concierto.
Ha sido dirigido por importantes Maestros Nacionales e internacionales, como:

## Directores de orquesta peruanos
Espartaco Lavalle Terry, José Carlos Santos, Manuel Cuadros Barr y Armando Sánchez Málaga.

## Directores de orquesta  internacionales
Steffano Pellegrino, Pietro Mianiti, Eduardo García Barrios, Pascual Osa, Marco Tittoto, 
Ricardo Frizza, Tulio Gagliardo, Michele Mariotti.
- Datos: Q5905055